# Beauvaisis
Le Beauvaisis (/bo.ve.zi/, en picard : Bieuvésis ou Bieuvaisis,), parfois orthographié Beauvoisis, est un pays traditionnel de Picardie, au sud de l'Amiénois et au nord du Vexin français. Il a pour chef-lieu Beauvais et pour villes principales Clermont, Liancourt, Breteuil, Gerberoy, Chambly et Ressons-sur-Matz.

## Héraldique
| blason du Beauvaisis | Les armoiries du Beauvaisis se blasonnent ainsi : « d'or, à la croix de gueules, cantonnées de quatre clés du même, adossées deux à deux. » |

## Géographie et composition
Contrairement à d'autres pays traditionnels, formés plus naturellement comme le Santerre, Albert Demangeon explique qu'il y a comme une multiplicité des Beauvaisis, et que ce pays fut formé de divers composés administratifs au cours des siècles.

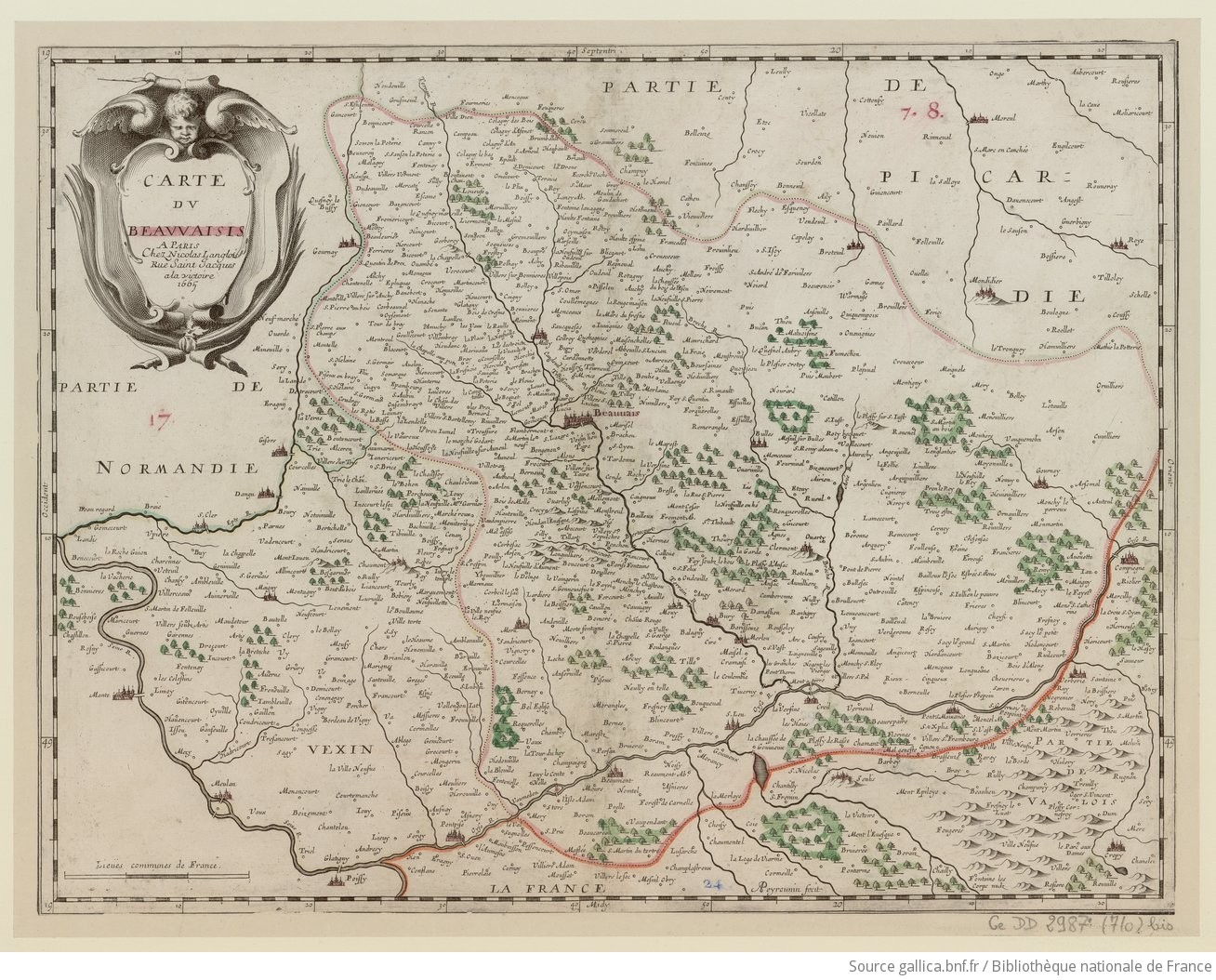
Carte du Beauvaisis par Abraham Peyrounin.

On pourrait ainsi parler d'un Beauvaisis propre autour de Beauvais et Clermont, on trouve ensuite le pays de Bray picard près de Gerberoy, le Vendelois ou Vendeuillais près de Breteuil, le Chambliois près de Chambly, qu'on nomme souvent pays de Thelle, et le Ressontois près de Ressons-sur-Matz.
Le terme de pays du Clermontois a aussi fait son apparition de nos temps modernes pour qualifier les alentours de Clermont.

## Histoire
Pendant l'Antiquité, le territoire est occupé par la tribu celte des Bellovaques, qui a donné son nom au pagus Bellovacensis, et à la cité des Bellovaci, Beauvais. Ce pagus s'étendait sur Beauvais, le Bray picard, Clermont, Coudun, Aulchy-la-Montagne, Mouchy-le-Châtel, Pont-Sainte-Maxence et Ressons-sur-Matz.
La cité des Bellovaci (Belvacensis civitas) était divisée en quatre pagi : Belvacensis (Beauvais), Camliacensis (Chambliois), Rossontensis (pays de Ressons), et Vindoilensis (Vendelois). Ces quatre pagi forment le pays de Beauvaisis dans sa plus grande acceptation. On peut d'ailleurs remarquer certaines toponymies à Chambly (Chambli en Beauvoisis), à Breteuil (Britulium territorii belvacensis castellum, Bretheuil en Beauvoisis), à Venette (Venete en Beauvoisis) ou encore Maignelay-Montigny (Montigny en Beauvoisis).

La construction du Beauvaisis se trouve dans les anciens pagus qui le composent. Les limites du Beauvaisis se trouvaient autrefois délimitées par les forêts. D'autres pagus, originellement fort boisés, ainsi isolés et peu définis géographiquement, viendront s'annexer au Beauvaisis. Il s'agit des pagus Rossontensis (Ressons-sur-Matz, Coudun), Vindoilensis (Breteuil, Vendeuil-Caply), et Camliacensis (Chambly, Beaumont-sur-Oise).

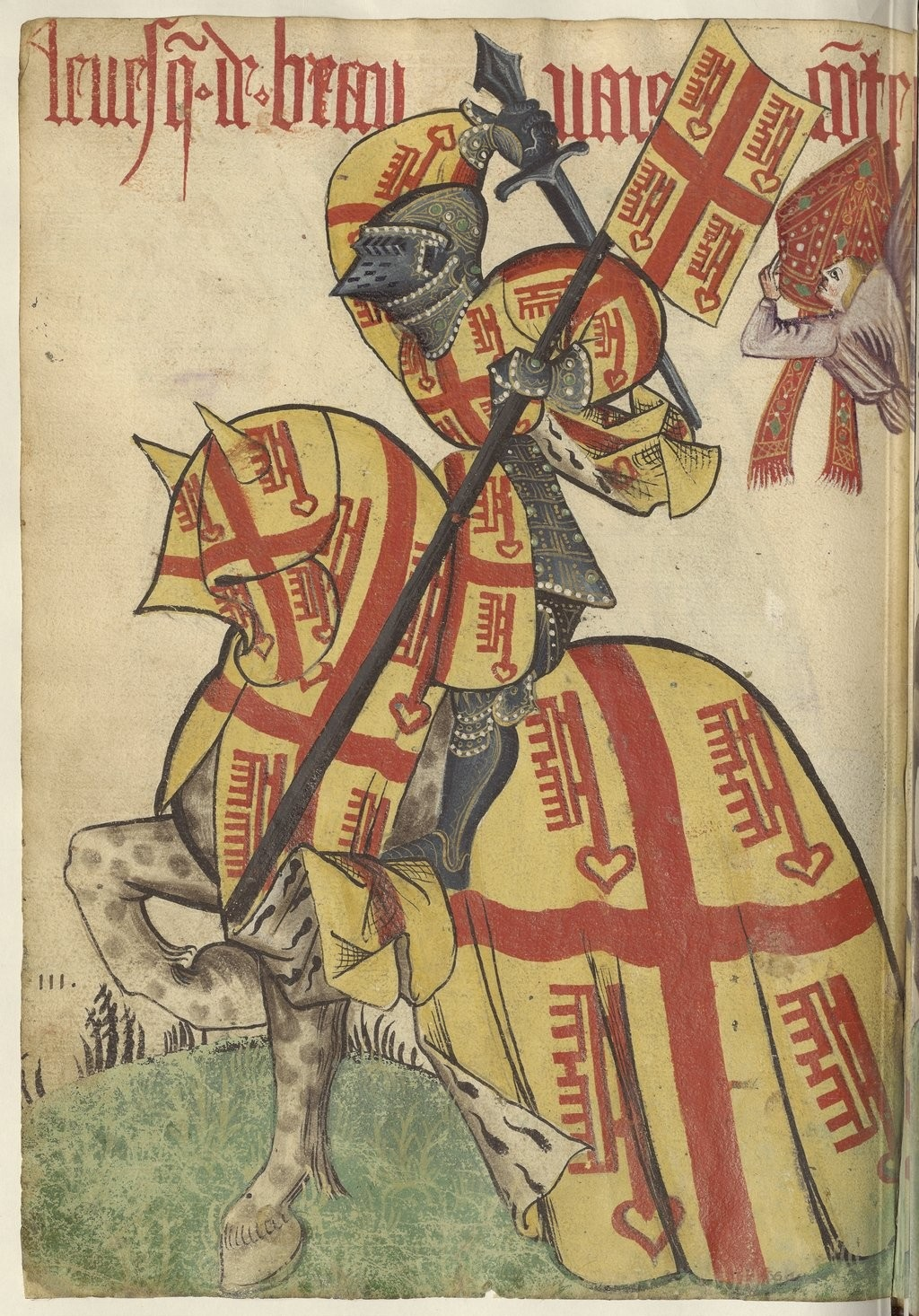
Portrait réalisé au XVe siècle de Guillaume de Hellande, alors comte-évêque de Beauvais.

Il y eut un comté féodal de Beauvais, correspondant au départ à l'ancien pagus de Beauvais. Au Xe siècle, il perd les comtés de Breteuil, Clermont et Beaumont, mais gagne celui de Senlis.

Au XIe siècle, le comté de Beauvais s'étend sur Gerberoy, Crèvecœur-le-Grand, Nivillers, Saint-Just-en-Chaussée, Ressons et Estrées-Saint-Denis.

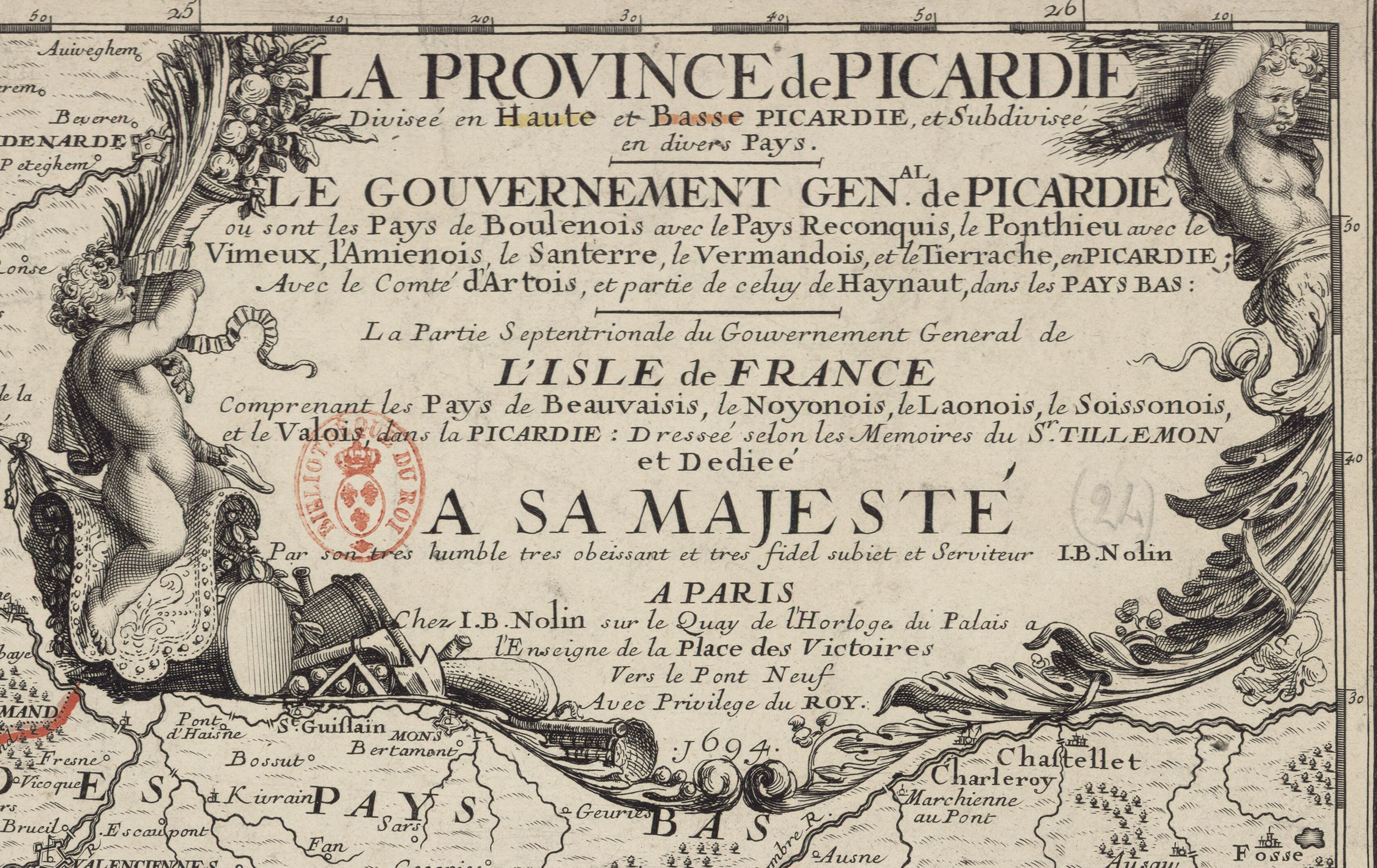
Description de la province de Picardie ; le Beauvaisis en province de Picardie, dans le Gouvernement d'Île-de-France.

Sous l'Ancien Régime, il fait tour à tour partie des gouvernements militaires de Picardie et d'Île-de-France et passe de l'un à l'autre. Il est finalement rattaché définitivement au gouvernement militaire de l'Île-de-France au début du XVIIe siècle, destin partagé avec d'autres pays picards, afin d’accroitre le rayonnement militaire de la capitale. Cette annexion de pays picards au gouvernement francilien sera fréquemment soulignée dans les descriptions des villes et des provinces de France, avec Robert de Hesseln par exemple.
Aujourd'hui, le Beauvaisis est en majeure partie contenu dans le département de l'Oise en région Hauts-de-France. La partie la plus méridionale demeure dans le département du Val-d'Oise en région Île-de-France.

## Culture locale et patrimoine

### Monuments
Le Beauvaisis possède un riche patrimoine d'architecture gothique à travers plusieurs édifices religieux, notamment avec la cathédrale Saint-Pierre de Beauvais, les abbayes de Saint-Germer-de-Fly, de Saint-Martin-aux-Bois, de Royaumont, de Breteuil, ou encore l'église prieurale de Saint-Leu-d'Esserent.

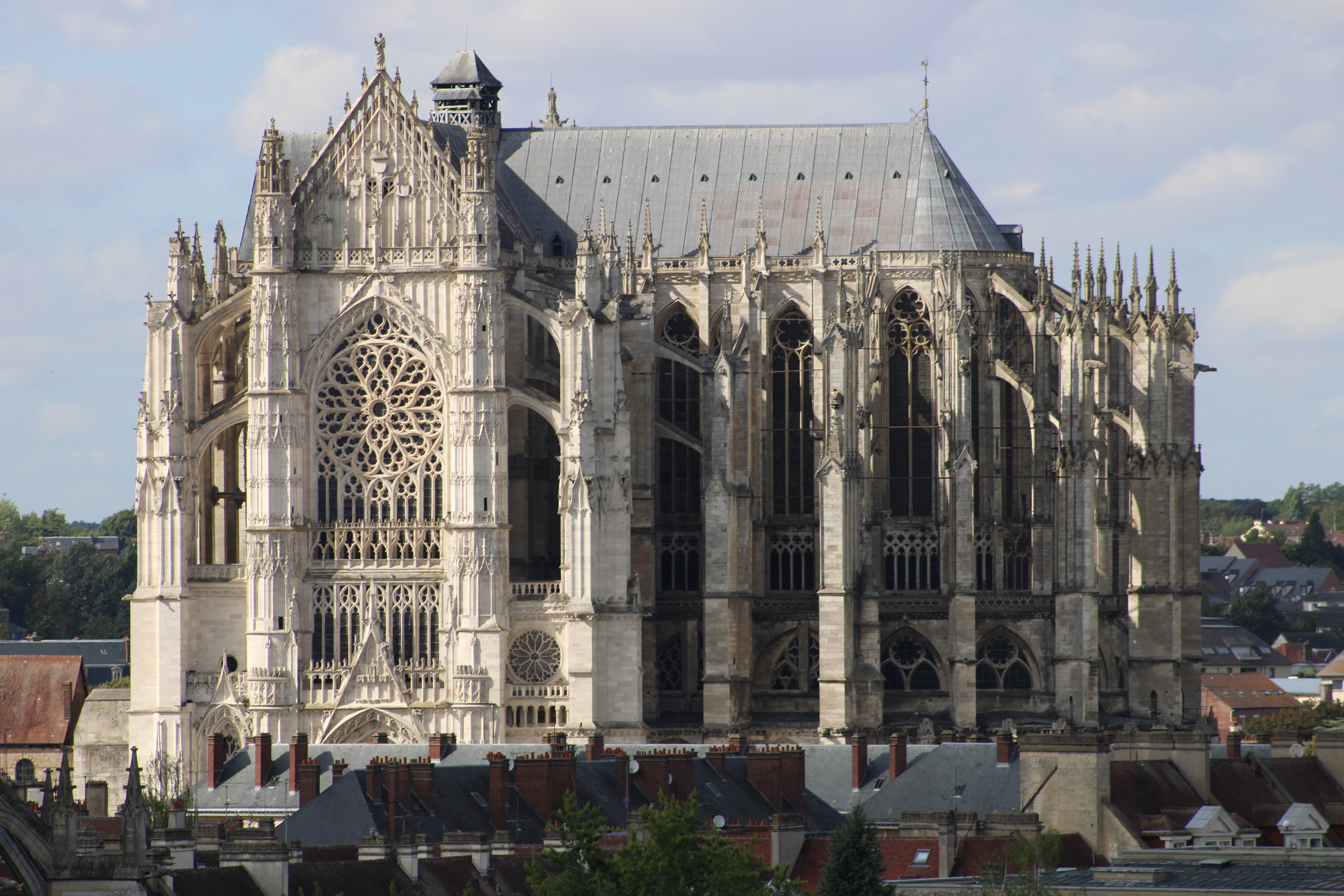
Cathédrale Saint-Pierre de Beauvais
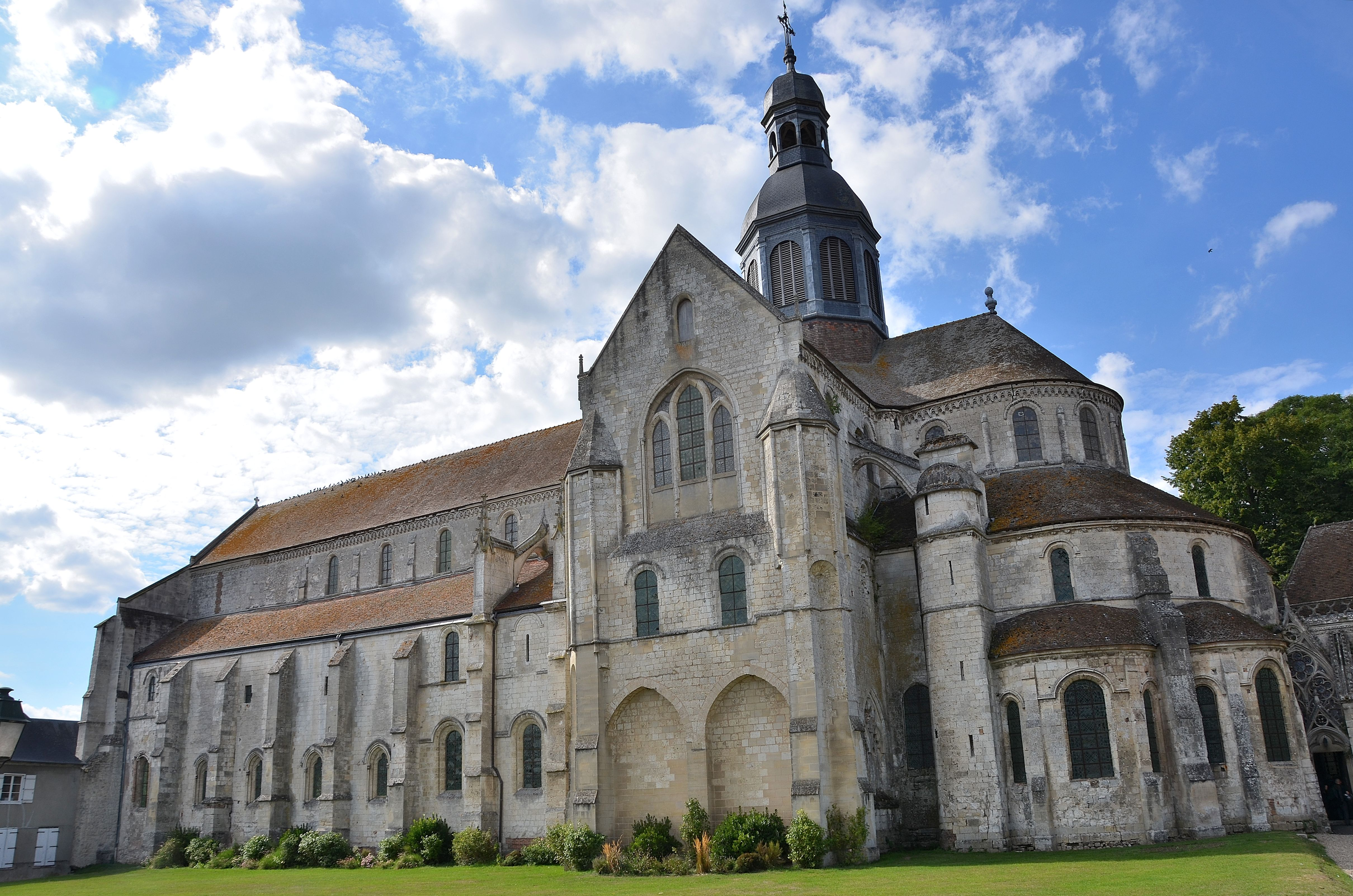
Abbaye Saint-Germer-de-Fly
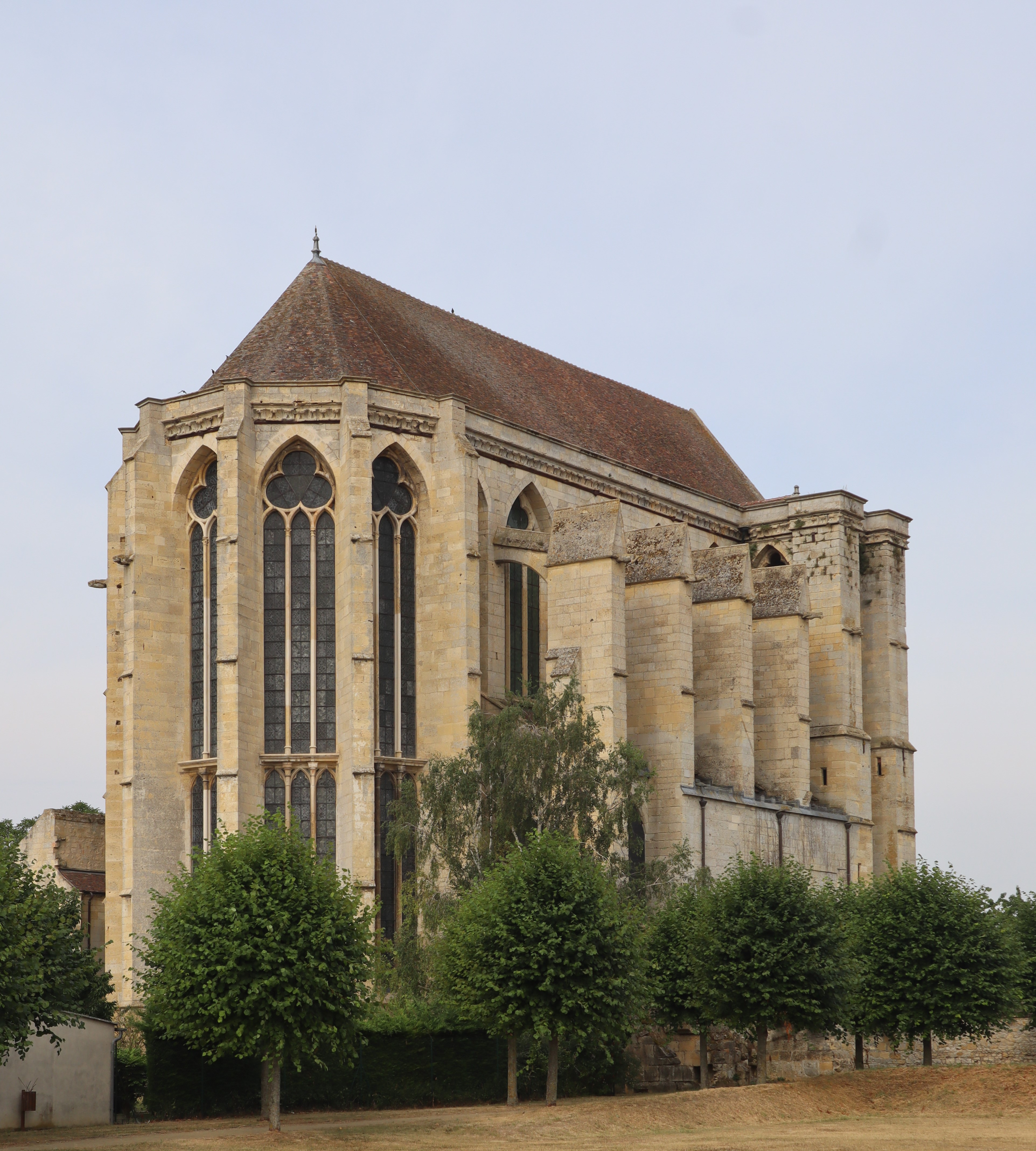
Abbaye de Saint-Martin-aux-Bois
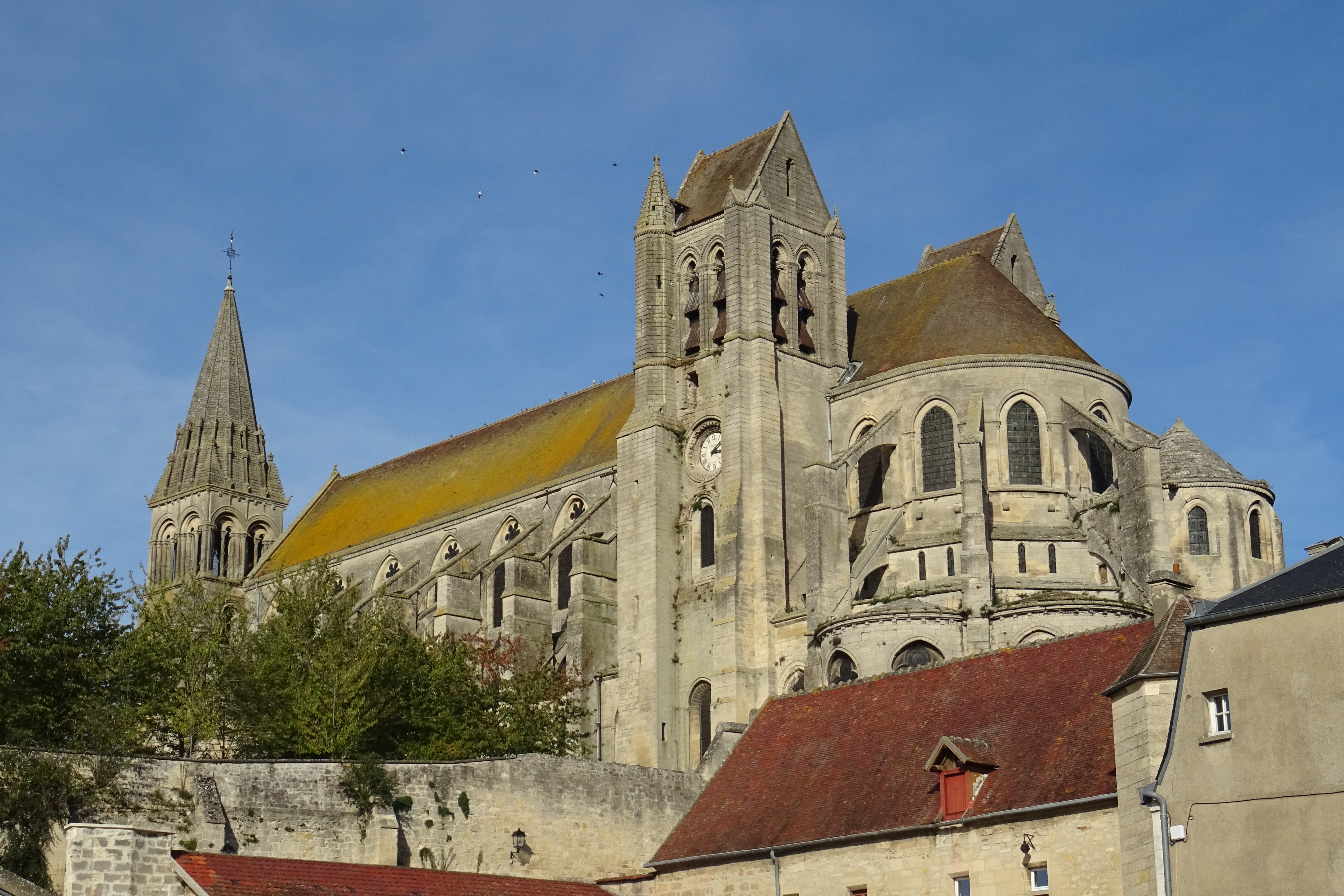
Église prieurale de Saint-Leu-d'Esserent
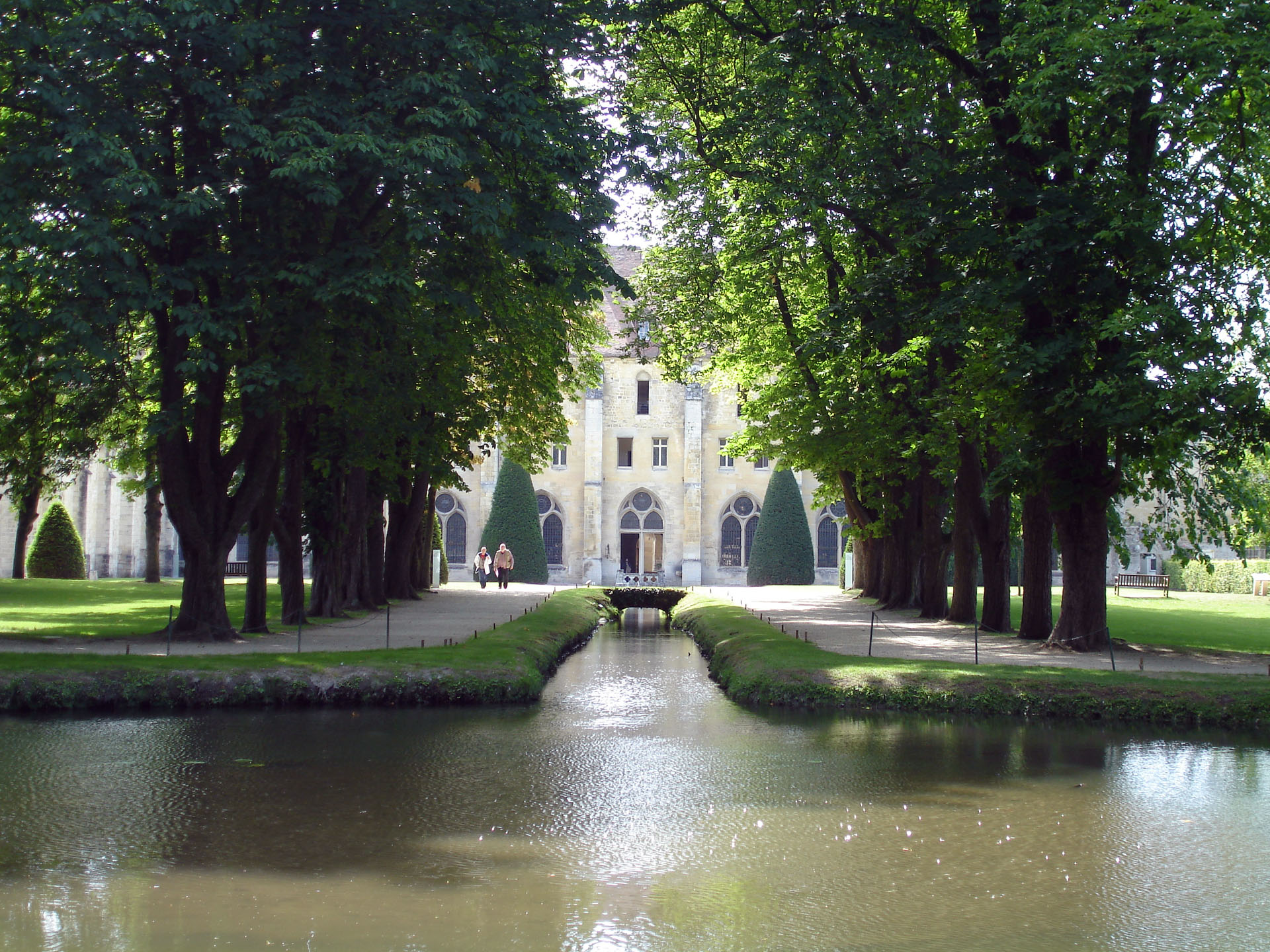
Abbaye de Royaumont

Le Beauvaisis renferme aussi le Palais épiscopal des évêques-comtes de Beauvais, ainsi que les châteaux de Troissereux, de Montataire,  et de Tartigny.

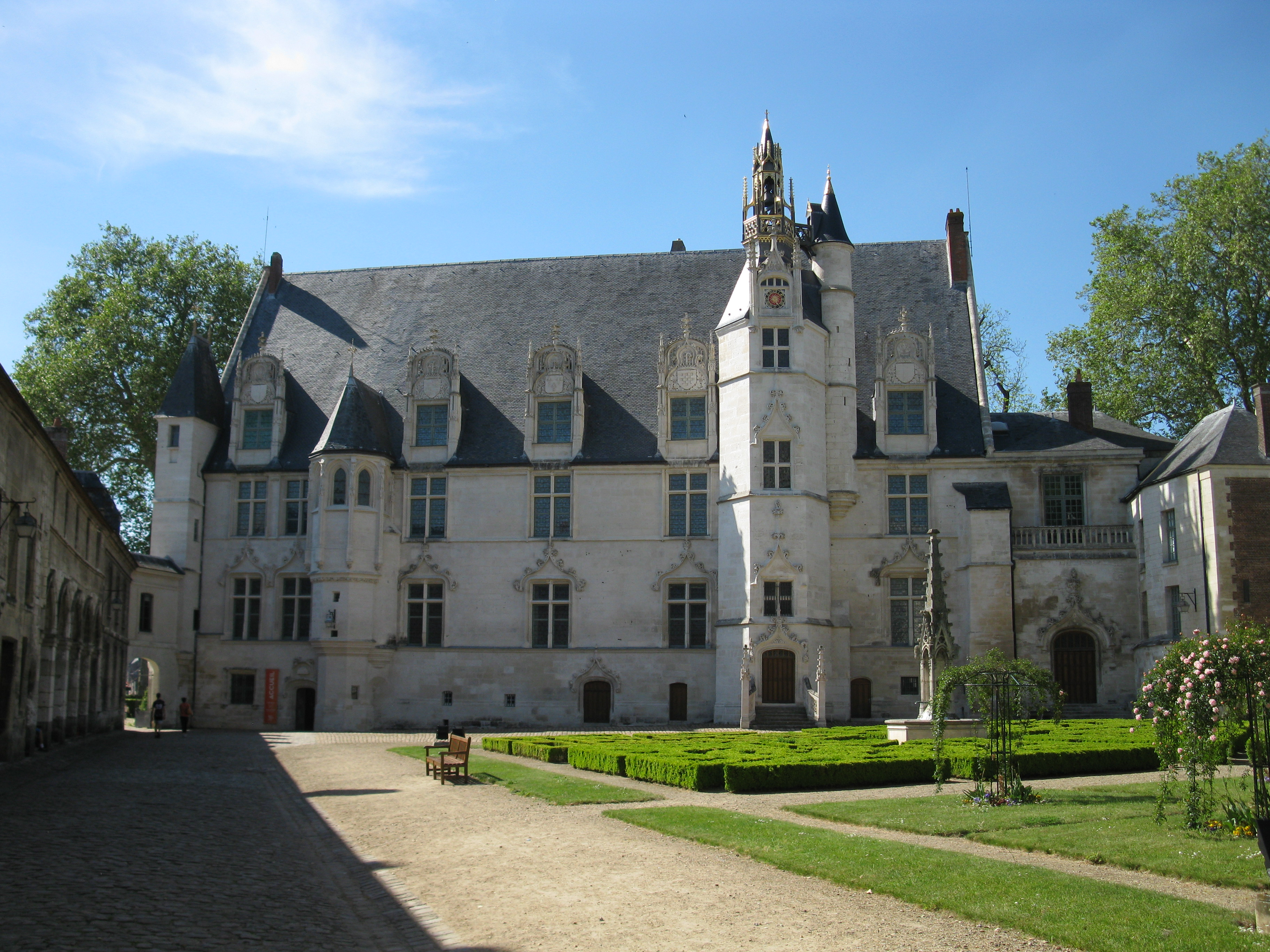
Palais épiscopal de Beauvais
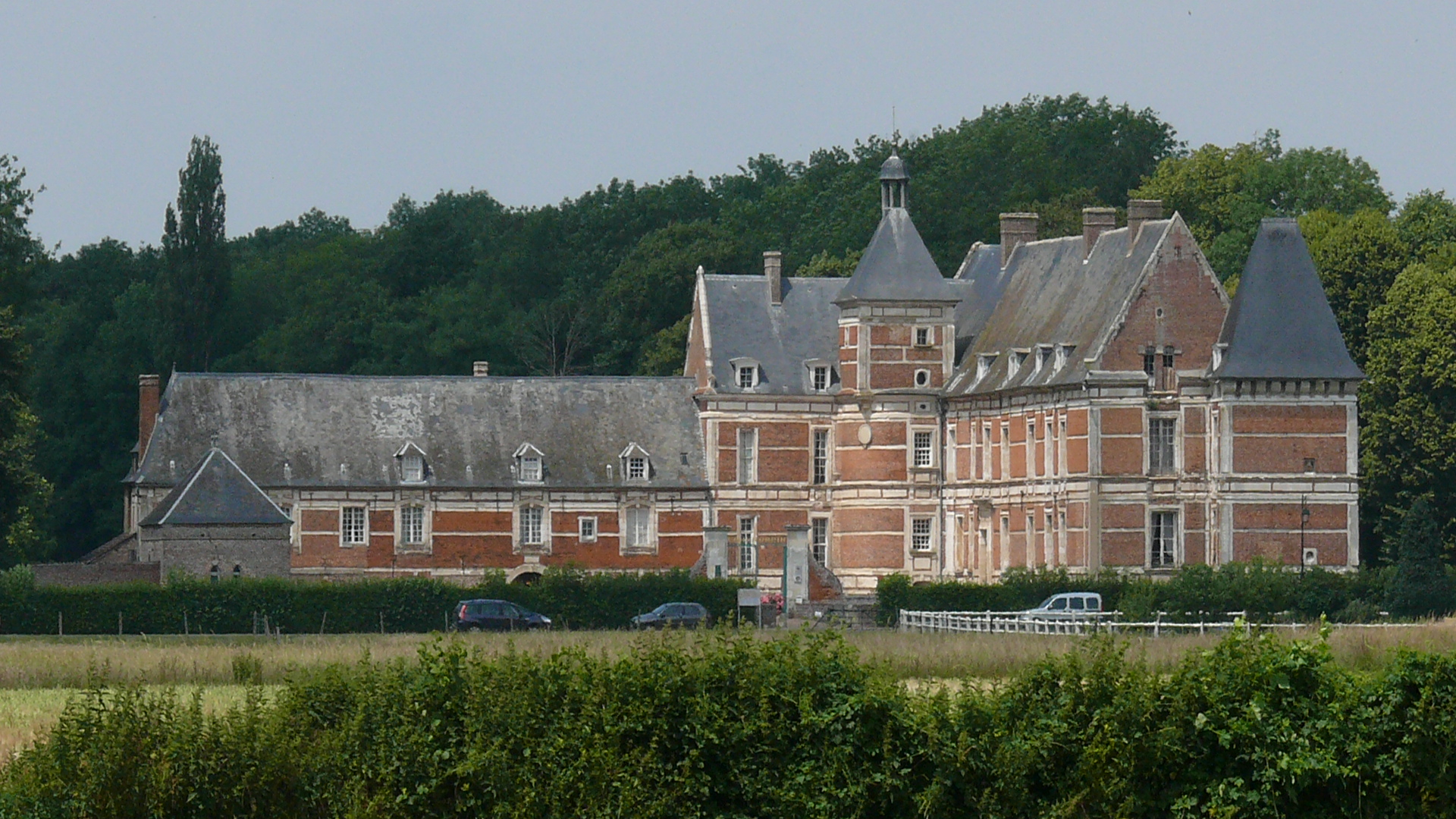
Château de Troissereux
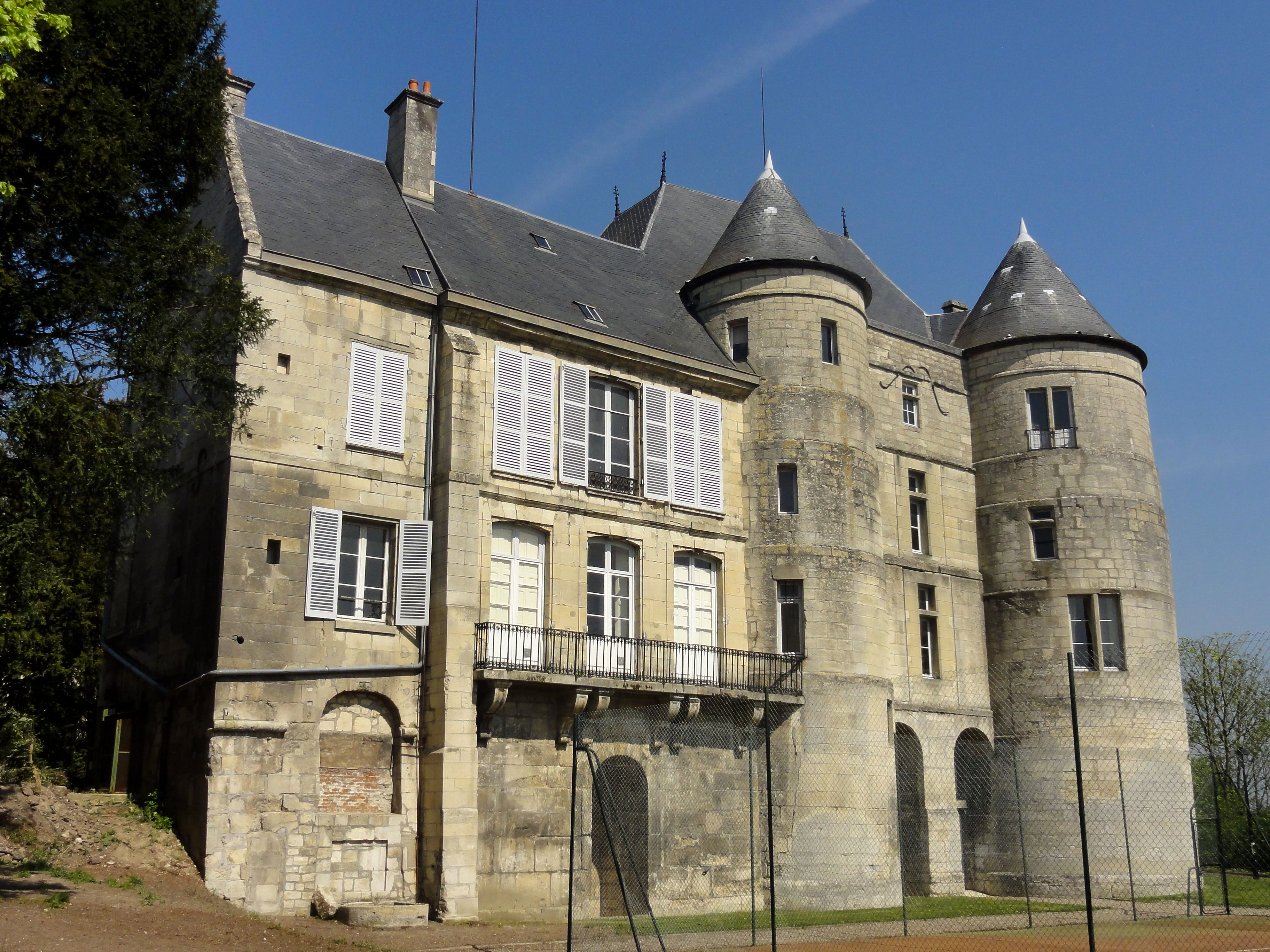
Château de Montataire
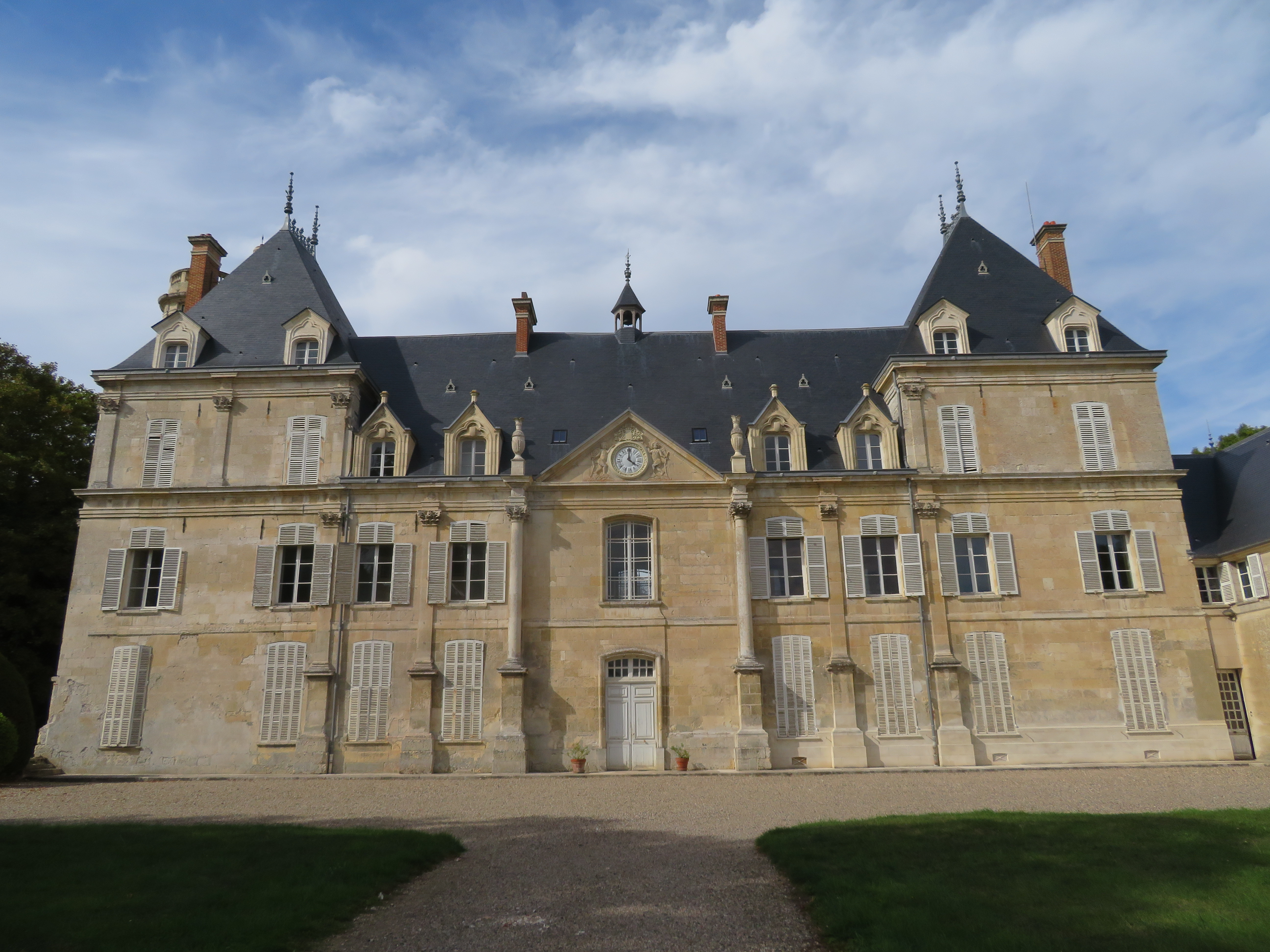
Château de Tartigny

### Architecture rurale
On trouve dans le Beauvaisis le village de Gerberoy, classé parmi les plus beaux villages de France. On remarque la présence de pignons à couteaux picards dans plusieurs villages : 

Exemples de pignons à couteaux picards en Beauvaisis.
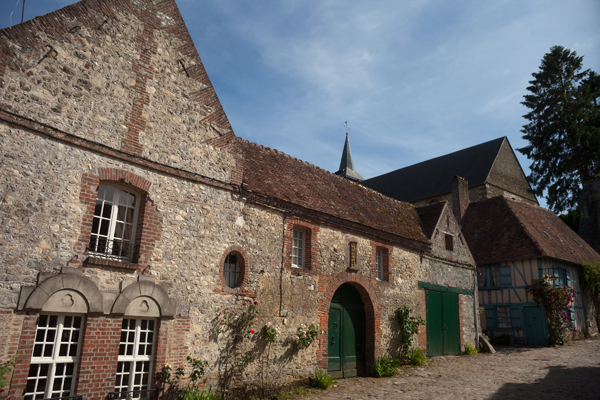
Pignons à couteaux picards à Gerberoy.
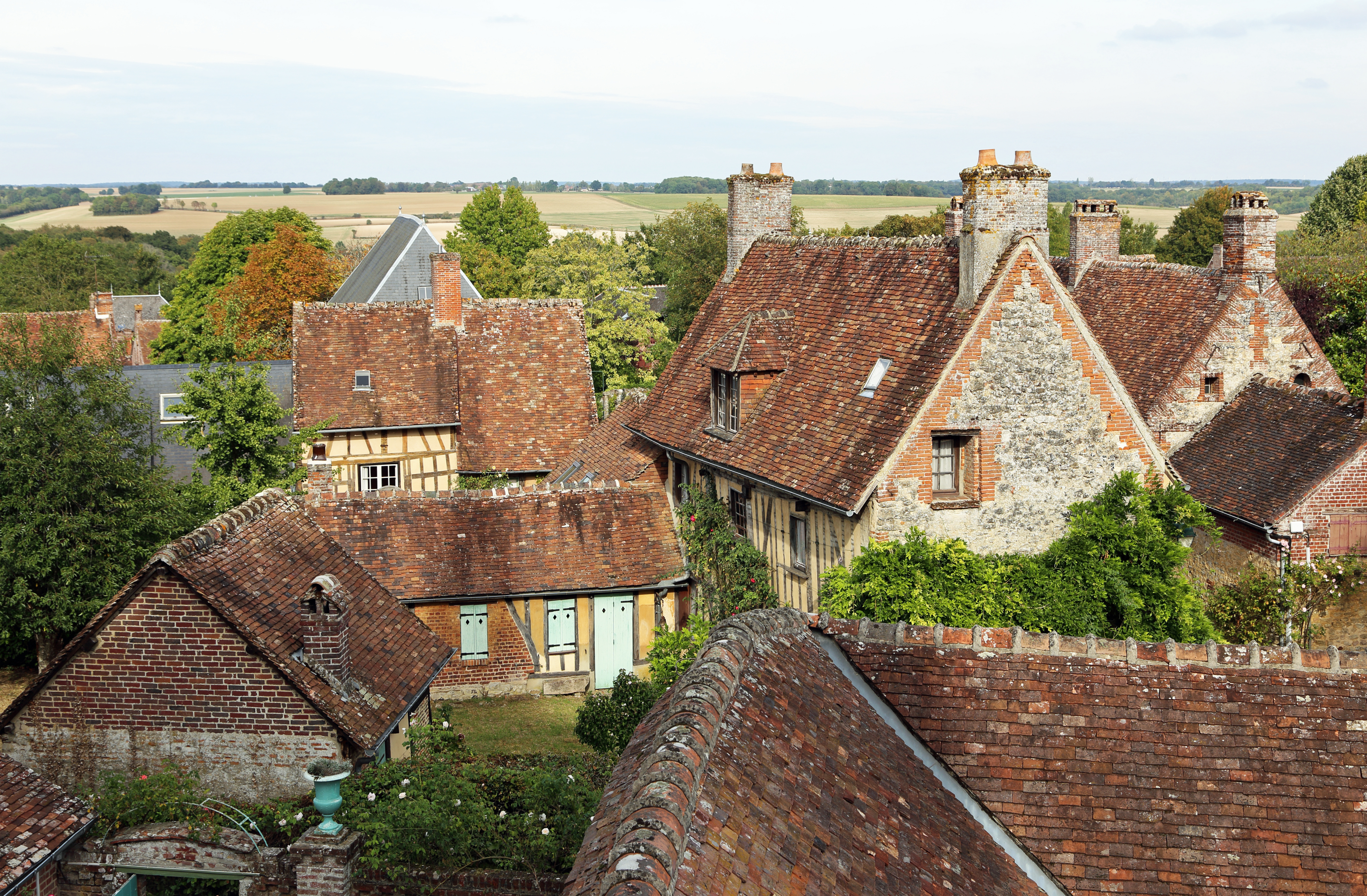
Pignons à couteaux picards à Gerberoy.
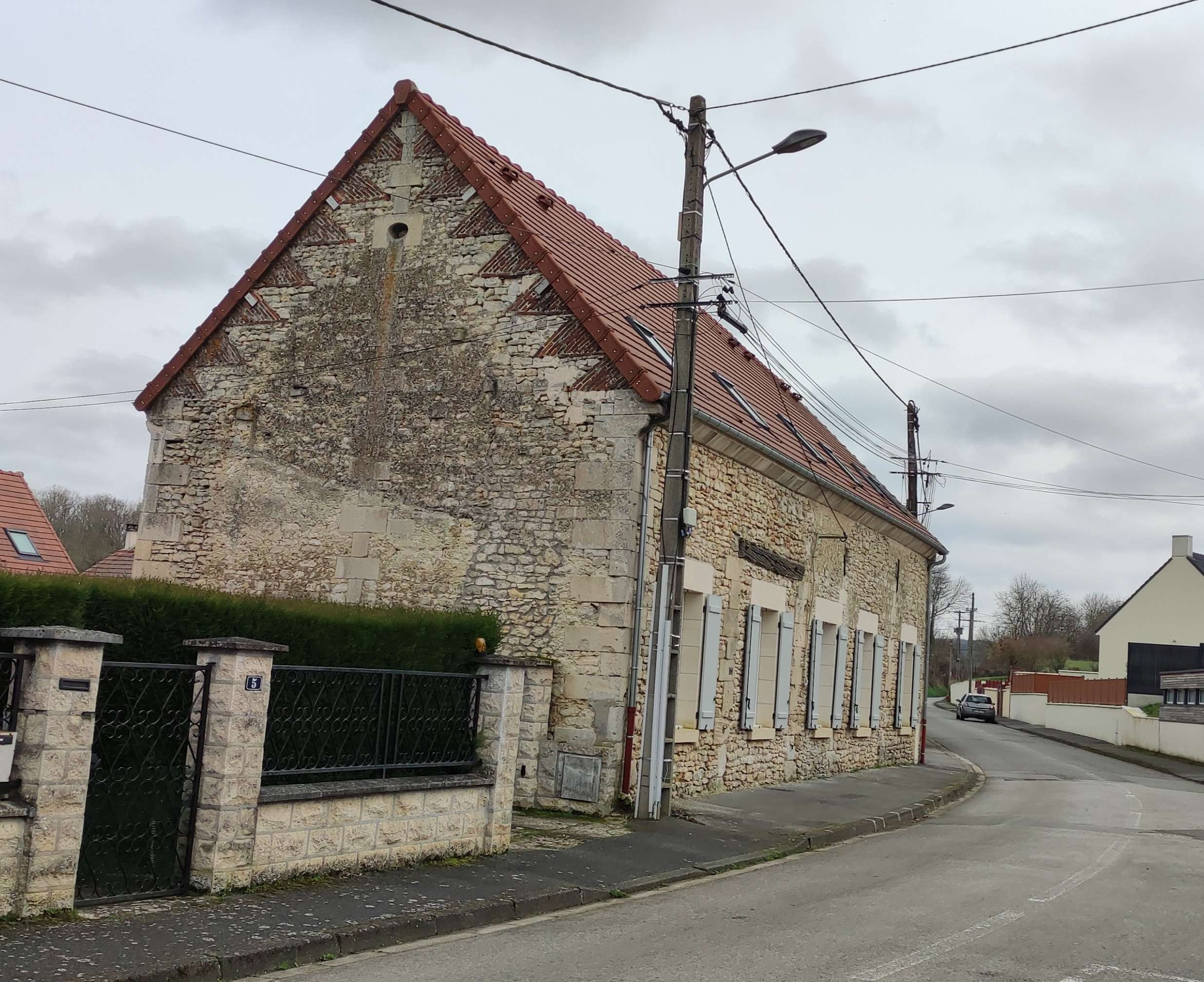
Pignons à couteaux picards à Breuil-le-Vert.
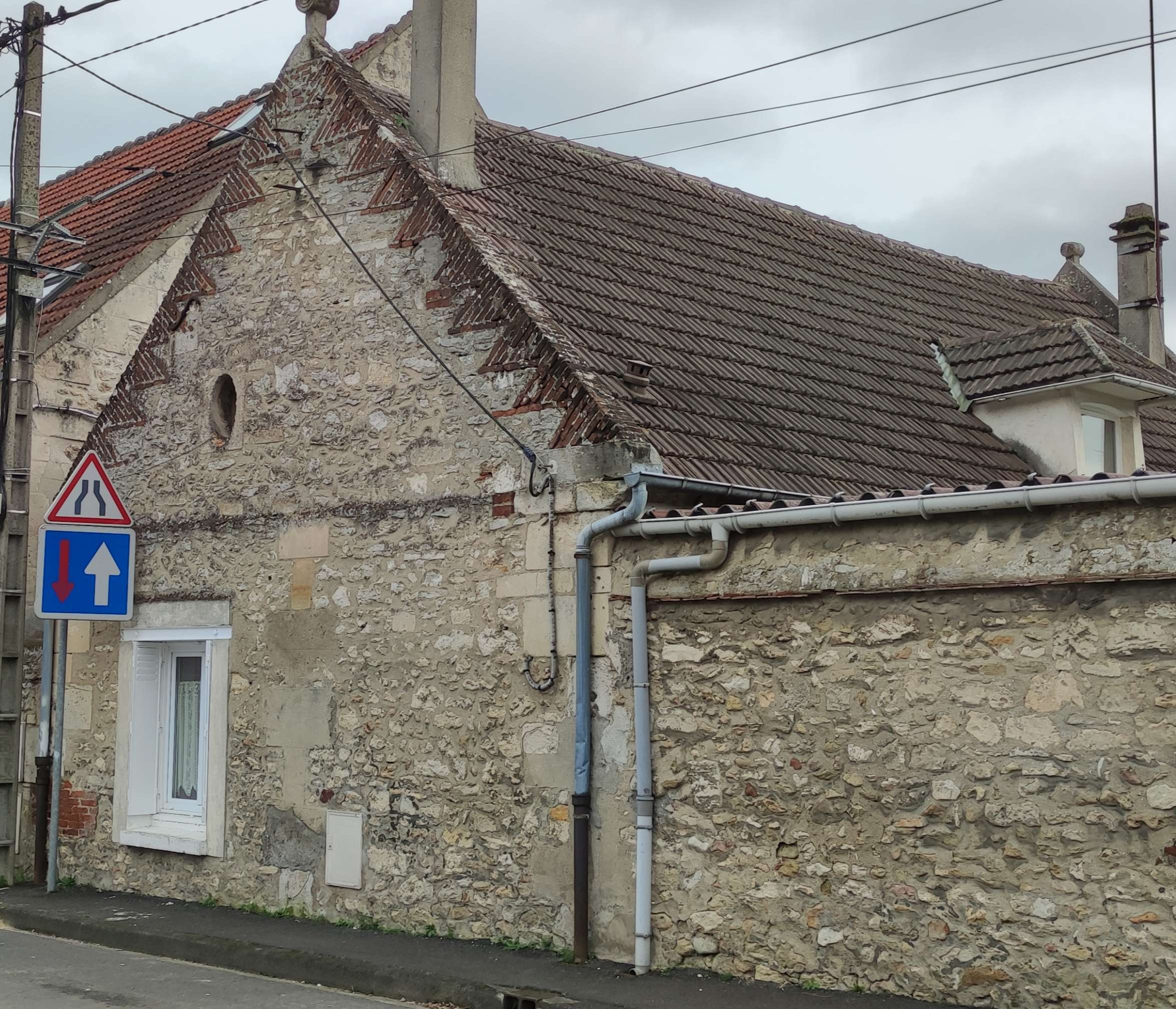
Pignons à couteaux picards à Breuil-le-Vert.

## Beauvaisins et Beauvaisines célèbres
- Guernes de Pont-Sainte-Maxence, trouvère picard du XIIe siècle.
- Hélinand de Froidmont (1160-1229), poète médiéval et chroniqueur, originaire de Pronleroy. Il est connu pour son Chronicon et ses Vers de la Mort.
- Vincent de Beauvais (1184/1194-1264), frère dominicain et écrivain originaire de Boran-sur-Oise. Il est l'auteur d'une vaste encyclopédie intitulée Speculum maius.
- Raoul de Houdenc (vers 1165-1170 - vers 1230) aussi orthographié Rohault, poète et trouvère.
- Philippe de Remy (1210-1265), poète médiéval, originaire de Remy, il est l'auteur des romans La Manekine et Jehan et Blonde.
- Philippe de Beaumanoir (1250-1296), jurisconsulte, il est célèbre pour avoir rédigé les Coutumes de Beauvaisis.
- Jean de Venette (v. 1307-Après 1368), à qui l'on attribue des Chroniques.
- Jean Wauquelin (1401-1452), écrivain, originaire des alentours de Breteuil, il a fait ses études dans l'abbaye de cette même ville.
- Agnès Sorel (v. 1422-1450), originaire de Maignelay-Montigny, favorite de Charles VII (roi de France).
- Jeanne Hachette (v. 1454-?), figure emblématique de la résistance beauvaisienne contre Charles le Téméraire.
- Antoine Caron (1521-1599), peintre de Beauvais.
- Jacques Grévin (1538-1570), poète et médecin, originaire de Clermont-en-Beauvaisis. Il est connu en tant qu'humaniste et ami des poètes de la Pléiade. Il a rédigé plusieurs pièces de théâtre (César, Les Esbahis, La Trésorière) ainsi que des Poésies.
- Eustache Du Caurroy (1549-1609), natif de Gerberoy, qui fut un compositeur de renom.
- Marie de Gournay (1565-1645), femme de lettres et philosophe, elle a grandi à Gournay-sur-Aronde sur les terres de sa famille. Fille d'alliance de Montaigne, elle rédige un essai sur l'égalité entre hommes et femmes au début du XVIIe siècle.
- Quentin Varin (1570-1626), peintre originaire de Beauvais.
- Guy Patin (1601-1672) né à La Place près de Hodenc-en-Bray, élève à Beauvais, médecin, professeur de médecine et épistolier.
- Jean-Baptiste Dubos (1670-1742), écrivain et historien originaire de Beauvais.
- Nicolas Lenglet Du Fresnoy (1674-1755), philosophe, érudit, encyclopédiste originaire de Beauvais.
- Hippolyte Bayard (1801-1887), originaire de Breteuil-sur-Noye, qui fut un pionnier de la photographie.
- Clotilde de Vaux (1815-1846), poétesse, a grandi à Méru. Elle a entretenu une correspondance avec Auguste Comte.
- Philéas Lebesgue (1869-1958), écrivain, poète, essayiste et traducteur, originaire de La Neuville-Vault.
- Hubert de Givenchy (1924-2018), grand couturier et créateur de la marque Givenchy, originaire de Beauvais.
- Mohamed Mbougar Sarr (1990-), écrivain d'origine sénégalaise, picard beauvaisien d'adoption.

## Sources, notes et références